# Mark Wainberg
Mark Wainberg (21 avril 1945 à Montréal - 11 avril 2017 à Bal Harbour, Floride, États-Unis) est un biologiste et militant canadien (québécois). Selon Michel Sidibé, directeur exécutif d’ONUSIDA, « Mark Wainberg était un géant de la science du VIH » et « son travail a contribué à sauver des millions de vies. » 

## Biographie
Mark Wainberg naît le 21 avril 1945 à Montréal au Québec. Il obtient son B.Sc. de l'université McGill en 1966, son Ph.D. en biologie moléculaire de l'université Columbia en 1972, et complète son post-doctorat au centre médical Hadassah de l'université hébraïque de Jérusalem.
Il commence à travailler à l'université McGill en 1974. En 1984, Wainberg fonde le McGill University AIDS Centre, centre de recherche sur le sida logé à l'hôpital général juif. En 2017, le centre de recherche étudie surtout la transcriptase inverse du VIH, principal mécanisme de résistance virale du sida aux médicaments, et la thérapie génique.
Dans les années 1980, il travaille au laboratoire de Robert Gallo, qui serait l'un des spécialistes qui identifie le VIH comme étant l'agent responsable du sida. En 1989, Wainberg est l'un de découvreurs de ce qui sera appelé la « lamivudine » (ou 3TC), l'une des premières molécules efficaces contre le VIH. En 2017, cette molécule est encore largement utilisée dans les trithérapies, « grâce auxquelles l’infection est devenue une maladie chronique, et non plus une sentence de mort ». 
Wainberg milite ensuite pour la distribution aux pays en voie de développement des médicaments anti-sidatiques, critiquant entre autres leur prix élevé pour les citoyens de ces pays. Il s'oppose à la contestation de la responsabilité du VIH dans le sida, une approche pseudo-scientifique qui aurait été responsable du décès d'environ 330 000 personnes infectées par le VIH en Afrique du Sud seulement. Jusqu'à sa mort, il milite pour améliorer le sort des personnes atteintes du VIH,.
Lors de la 13e Conférence internationale sur le sida, en 2000, Wainberg, alors président de l'International AIDS Society (IAS), s'oppose ouvertement à une déclaration du président de l'Afrique du Sud, pays hôte de la conférence et l'un des pays africains les plus touchés par le sida. Thabo Mbeki avait formé un comité qui prétendait « que le VIH n’était pas la cause du sida », cette maladie étant plutôt la conséquence de l'usage des médicaments anti-VIH. Quelques jours avant la Conférence, l'IAS avait publié la « Déclaration de Durban sur le sida », qui affirmait à nouveau que le VIH est la cause du sida, déclaration qui avait été signée par plus de 5 000 chercheurs et médecins du monde entier. 
En 2000, Wainberg est nommé membre de la Société royale du Canada.
En 2001, il est nommé officier de l'Ordre du Canada, la plus haute distinction civile canadienne, pour ses contributions aux recherches et aux traitements du VIH/sida.
En 2005, il est nommé officier de l'Ordre national du Québec, distinction remise par le gouvernement du Québec.
En 2006, Mark Wainberg est co-président de la XVI International AIDS Conference, 2006 tenue à Toronto.
En 2008, il est nommé chevalier de l'Ordre national de la Légion d'honneur, distinction la plus élevée remise par la France.
En 2012, il reçoit le prix Killam du Conseil des arts du Canada, qui souligne les travaux d'éminents chercheurs canadiens.
En 2014, il reçoit le John G. Fitzgerald - CACMID Outstanding Microbiologist Award, pour souligner ses travaux en microbiologie, qui le placent parmi les égaux du médecin canadien John G. FitzGerald (en). En 2016, il est intronisé au Temple de la renommée médicale canadienne.
En 2016, il donne son appui à l'Immunorex, un prétendu médicament contre le sida commercialisé par l'Institut international pour le soutien à la recherche scientifique innovante (IIDSRSI). Cette société s'est dotée d'un comité d'experts prestigieux, dont Wainberg. Le biologiste canadien reconnaîtra son erreur. 
Wainberg meurt par noyade accidentelle le 11 avril 2017 à Bal Harbour (Floride).
À sa mort, il est toujours directeur du McGill University AIDS Centre. Il était aussi professeur de médecine et microbiologie à l'université McGill à Montréal.

## Honneurs
- 2000 : membre de la Société royale du Canada
- 2001 : officier de l'ordre du Canada
- 2005 : officier de l'Ordre national du Québec
- 2008 : chevalier de l'Ordre national de la Légion d'honneur
- 2016 : intronisé au Temple de la renommée médicale canadienne[20]